# Katedrala Svetog Lovre u Trogiru
Katedrala Svetog Lovre u Trogiru  nastala u razdoblju od četiri veka (1213 – 1598)   jedna je od najznamenitijih trogirskih građevina, na kojoj se spolja uočljivi stilovi od romanike do baroka, a u njenu unutrašnjost krase vredna umetnička dela.
Ova, u osnovi svedena romanska bazilika na tri broda, sa predvorjem i tri polukružne apside,spada među najlepše renesansne spomenika sakralne arhitekture u Evropi. Glavni ulaz u Katedralu vodi kroz Radovanov portal, umetničko remek-delo, iz 1340. godine, a zatim u  predvorje u kome je Krstionica rad Andrije Alešija Dračanina (1467). Zvonik katedrale koji je visok  47 m sagrađen je u 14.veku i jedan je od najlepših u Dalmaciji, a verovatno i na celoj obali Mediterana. Renovirana je  2002. godine u sklopu projekta američke organizacije Venetian Hertiage.
Ova katedrala savršenog izgleda, na centralnom gradskom trgu u istorijskom jezgru Trogira, od 1997. godine se nalazi na UNESCO-voj listi zaštićene svetske baštine.

## Položaj
Katedrala Svetog Lovre nalazi se u Ulici Trg Ivana Pavla II, u istorijskom jezgru u Dalmatinskom gradu Trogiru, u Republici Hrvatskoj.

## Istorija
Katedrala Svetog Lovre je najverovatnije podignuta na temeljima starije bazilike uništene u saracenskoj najezdi na Trogir. Na to ukazuju otkrića u blizini zvonika sadašnje katedrale, među kojima je žrtvenik posvećen glavnoj grčkoj bogini Heri, pa je, kako se čini, pagansko svetište prethodilo hrišćanskoj crkvi. O tome svjedoči i posveta Svetom Lovri, rimskom arhiđakonu stradalom u progonima 258. godine koji je pre hapšenja crkveno blago podelio siromasima. Tom su svecu
u Dalmaciji posvećene mnoge ranohrišćanske crkve, poput Lovrećine na Braču i Sveti Lovre u Stobreču. O postojanju starije crkve svjedoči i to da su unutrašnjost i prostor ispred u
ranome srednjem veku služili za sahranjivanja, pa se i danas uski prostor između zapadnog pročelja katedrale i palate Ćipiko naziva cimatorij. O staroj se crkvi vrlo malo zna, spominje se u oporuci trogirskog građanina Kvirina iz 503. godine, ali taj je dokument je od nekih istoričara odbačen kao krivotvoren. Konstantin  VII. Porfirogenet, i Daniele Farlati 1751.godine u delu Illyricum Sacrum tvrdi da je crkva izgrađena u 4. veku. U nedavnim istraživanjima ispod apside zatečeni su stariji delovi, a u ranijim konzervatorskim zahvatima bili ispod katedrale pronađeni ostatci manje građevine iako to nikad nije objavljeno.
Istovremeno sa gradnjom trogirske katedrale započeo je IV. krstaški rat koji je u Dalmaciji ostavio neizbrisiv trag. Na samom početku rata, nakon što su se krstaške vojske sjedinile pred Zadrom 1202. godine, ovaj je hrišćanski grad na zahtev Venecije razoren i osvojen. Ni krstaši koje su branioci isturili na utvršenjima i zidinama nisu mogli spasiti grad koji se našao usred interesa velikih sila. Podelio je tako sudbinu hršćanskog Konstantinopolja koji su krstađi godine 1204. osvojili zbog srebra dinastije Angel.
Gradnja katedrale započela je 1213. godine na temeljima ranohršćanske katedrale posvećene Svetom Lovri koju su uništili Saraceni 1123. godine. Poput prethodne i ona je bila posvećena Svetom Lovri. Poznata je i kao katedrala Svetog Ivana (zaštitnik grada, preminulog 1111. godine), biskupa koji je ostao zapamćen po svom besprekornom životu i otporu koji je pružao mađarskom kralju Kolomanu koji je okupirao Dalmaciju i celu Hrvatsku.
Istovremeno sa gradnjom trogirske katedrale započeo je IV. krstaški rat koji je u Dalmaciji ostavio neizbrisiv trag. Na samom početku rata, nakon što su se krstaške vojske sjedinile pred Zadrom 1202. godine, ovaj je hrišćanski grad na zahtev Venecije razoren i osvojen. Ni krstaši koje su branioci isturili na utvrđenjima i zidinama nisu mogli spasiti grad koji se našao usred interesa velikih sila. Podelio je tako sudbinu hršćanskog Konstantinopolja koji su krstađi godine 1204. osvojili zbog srebra dinastije Angel.
Doba vladavine hercega Kolomana, koji je kao kraljev mlađi brat upravljao Hrvatskom (1226.– 1241), a okončano se njegovom iznenadnom smrću u Čazmi, gde je podlegao ranama nakon bitke sa Tatarima, bilo je značajno za gradnju trogirske katedrale, što se vidi iz njegove darovnice biskupu Treguanu,4 što potvrđuje i natpis na luneti, datirajući je precizno u 1240. godinu.5
Dinamika gradnje
Gradnja katedrale trajala je dugo. Započela je oko 1200. godine. Južni portal dovršen je 1213. godine, Majstor Radovan se na zapadnom, glavnom portalu potpisao 1240. godine, dok je 2. maja 1271. sklaplje ugovor sa mletačkim majstorima o postavljanju skela za gradnju svoda katedrale. Andrija Aleši Dračanin je 1460. godine dobio zadatak da uz nadsvođeno predvorje katedrale Svetog Lovre dogradi krstionicu, za biskupa Jakova Turlona i kneza Karla Capella. Istovremeno kada je započeo izgradnju krstionice Aleši je radio i na preoblikovanju katedralne sakristije. Gradnja krstionice trajala je do 1467. godine. Andrija Aleši i Nikola Firentinac su 1468. godine potpisali  sa trogirskim kaptolom ugovor o izgradnji kapele Svetog Ivana Trogirskog.
Sa severne strane katedrale naknadno su pridotdati posebni volumeni: kapela Svetog Jeronima (1438-1446. godine), krstionica (1467. godine), nova kapela Svetog Ivana (nakon 1468) i sakristija (nakon 1446. godine), koja je proširena 1862. godine.
Zapadno pročelje glavnog broda sa velikom rozetom, prema grbovima, dovršeno je šezdesetih godina 15. veka. Središnji brod resveden je tek u prvoj polovini 15. veka. 

Zvonik se završava krajem 16. i prvih godina 17. veka; dok na natpisu ispisanom pozlaćenim slovima u unutrašnjosti katedrale piše:
| „ | NVNQAM PRIVS AN. MDXCVIII (nikako pre godine 1598). | ” |

Iako je katedrala vekovima bila pod skelama zbog dugog trajanja njene gradnja, to nije ometalo ni bogosluženja ni sahranjivanja, tako da je već 1242. u katedrali sahranjen Vilim, sinovac kralja Bele IV. 284
Stilovi primenjeni u gradnji
Katedrala je većinom izgrađena u romaničkom stilu (majstori Stjepan i Matej) do 1251. godin, dok je gotički svod izgrađen u 15. veku Gradnja je okončana 1589. godine dovršetkom zadnjeg sprata zvonika u stilu manirizma arhitekta Trifuna Bokaniča (1575—1609), za čiju je gradnju trebalo skoro dva veka. 
- Prvi sprat je, delo Matije Gojkovića, i građen je u gotičkom stilu (prvi sprat je bio dosta oštećen, kao i cela katedrala, kada su Mlečani bombardovali grad 1420. godine.)
- Drugi sprat ima karakteristike venecijanske cvetne gotike iz 15. veka (sa prozorima koji podsećaju na prozore Ca' d'Oro), i   pravi je primer gotičke arhitekture u Dalmaciji.
- Treći sprat, je u duhu manirizma, i potiče iz 1605. godine.
- Četvrti piramidalni sprat ili završetak krase četiri manirističke skulpture mletačkog vajara Alessandra Vittoria (1525—1608).

Graditelji, vajari i klesari
Na gradnji trogirske katedrale koja je trajala nekoliko vekova radile su mnoge generacije graditelja i vajara. Osim Majstora Radovana, koji se potpisao na glavnom portalu katedrale imena graditelja i klesara s početka 13. veka nije poznata.
Majstor zidar Moskardelo (magister Moscardellus, murarius) pominje se u jednoj ispravi iz 1264. godine, i potpisu koji je ostavio u unutrašnjosti katedrale, na zapadnom zidu, levo od glavnog ulaza, na unutrašnjoj strani pilastra.
Među klesarima je bilo i dosta onih srednjovekovni graditelji iz kruga Majstora Radovana, koji su klesali na spoljnim  zidovima i u unutrašnjosti katedrale. Među njima je bilo i onih koji su radili na manstiru Studenica.
Godine 1406. na na popločavanju katedrale radio je klesar Ivan iz Korčule zajedno sa svojim bratom Hranićem. str.285
Tridesetih i četrdesetih godina 14. veka  protomajstor Zanino, pokojnog Salchija, iz Venecije, radio je na gradnji katedrale i zvonika. Sa njime su radili i dvojica njegovih sinova, Salchietus i Jacomellus; 1344. godine.
Na gradnji stare kapele Svetog Ivana prema ugovoru iz 1331. godine radila su dva mletačka zidara.13
Prvih godina 15. veka na popločavanju terase južnog broda bili su zaposleni braća Dragošević iz Korčule.14 Zvonik i katedralu, teško stradalu nakom mletačkih bombardovanja, popravljao je majstor Matej Gojković (preminuo 1429).
Od ostalih majstora spominju se:
- Majstori Stjepan i Matej (27. maja 1422. godine).
- Oko godine 1416. Petar Pozdančić Radmilov iz Šibenika koji je klesao kamene slivnike - vodorige * Majtori koji su u prvoj polovini 15. veka gradili gotičke svodove glavnog broda: Allegretti (Radoj), Marco Gruato (Joannes Gaviato, Zuan Gruvato?), Nikola Račić i Stjepan.
- Mlečanin Marco Gruato i Nikola Račić.
- Andrije Alešija i Nikole Firentinca (Niccolò di Giovanni Fiorentino), koji su imali svoju radionicu u koju su primali šegrte.
- Bračanin Jeronim Bokanić (umro 1603) i njegov sin Trifun Bokanić (umro 1609) sa svojom radionicom gradili su zadnji sprat zvonika u manirističkom (ranobaroknom) stilu krajem 16. i početkom 17. veka.

## Arhitektura
Trogirska katedrala je po konstrukciji arkada. Arhaična je jer su brodovi odvojeni masivnim uzdužnim pilonima, ili debelim zidom u kojima su usečeni prolazi sa lukovima, ranoromaničkim metoda.
Trogirska katedrala je po svom izgledu najmonumentalnija od svih dalmatinskih romaničkih katedrala i crkava jer je jedina presvođena u sva tri broda (srednji brod, je izgrađen tek u 15. veku).
Stereometrijski čista, zatvorena masa crkve sa malim prozorskim otvorima podeljena je je pilastrima na južnoj bočnoj fasadi i tordiranim polustubovima na apsidama, a optočena je vencem slepih arkadica. Na središnjoj fasadi postoji mali okrugli otvor u kojima se nalazi isklesani grb najsnažnije dinstije Hrvatsko-Ugarskog kraljevstva, Anžuvinske dinastije kralja Ludovika.

### Zvonik
Zvonik je jedan od najzanimljivijih primera rasta arhitektonskoga spomenika kroz vreme u Evropi koji deluje kao presek svih stilova primenjivanih u Dalmaciji od romanike do manirizma. Treći sprat zvonika je dovršen krajem 16. veka.
Prizemlje zvonika se otvara jednostavnim romaničkim lukom, iz 14. veka:
- prvi sprat — je u duhu rane gotike, 15. veka, sa šiljastom biforom, ali još zatvorenog zida,
- drugi sprat — je primer kićene kasne gotike sav rastvoren u kamenoj čipki (M. Gojković);
- treći sprata — je u oblicima renesanse (T. Bokanić, kraj 16. veka)
- vrh zvonika — je iz doba baroka, sa četiri maniristička kipa (A. Vittorio iz Venecije, 15. vek, naručena za Trogirsku kapelu).[8]

Zvonik po svom izgledu deluje kao presek svih stilova koji su se u Dalmaciji javljali od romanike do manirizma, mešutim...
| „ | ...i pored stalne smene stilskog govora, projektanti zvonika su uspeli sačuvati organsko jedinstvo celine, jer se nisu brinuli za oblik, nego su poštovali proporcijske norme, tako da postepeni rast dekorativnosti prema vrhu deluje logično i prirodno. Spomenik dokazuje da se u dogradnji arhitektonskih dela ne usklađuje stil sa stilom, nego kvalitet sa kvalitetom. | ” |

### Radovanov portal
Radovanov portal je glavni portal katedrale i ujedno najznačajniji srednjovjekovni portal na istočnom Jadranu i u ovom delu Evrope. Nazvan je po njegovu autoru Majstoru Radovanu koji ga je isklesao 1240. godine i na njemu se potpisao sa „per Raduanum”. Skulptura portala karakterističan je primer gotičkog realizma i humanizma, ali sa karakteristikama starijeg romaničkog stila. Obuhvata Prvi greh (Adama i Eve) i Otkupljenje (Rođenje Hristovo), hristološki ciklus, pojedine svece i apostole, prikaz meseci, prizore lova, a stilski sažima različite tradicije od južnoitalskih do francuskih.
Portal je u nekoloko nivoa uvučen u debljinu zida. U luneti je neuobičajeni prikaz Rođenja Isusa Hrista (obećanje spasenja), umesto Poslednjeg suda, kaako je to kod glavnih portala katedrala na zapadu. U dva luka nad lunetom su scene iz biblijskih prizora. Najkvalitetniji delovi portala pripisuju se majstoru Radovanu, a ostatak majstorima iz njegove radionici.
Skulpture na portalu karakterističan su primer gotičkog realizma i humanizma, ali sa karakteristikama starijeg romaničkog stila.
Na stubovima uz vrata su prizori lova upleteni u biljne pletenice tako da ostavljaju utisak kao da se scene odvijaju u nekoj šumi. Na dovratnicima portala detaljni su prikazi horoskopskih znakova i radova po mesecima (scene iz svakodnevnog života) sa izrazitim plasticitetom. Bočno na portalu su figure Adama (desno) i Eve (levo) koje stoje na lavovima. Ove skulpture Adama  i Eve u Trogiru - po ugledu na na antiku - za istorijski periodkada su nastala bile su izuzetne, i u 13. veku nalaze se još samo na portalu katedrale u Bambergu.

### Oltari
U katedrali se danas nalazi pet oltara, ne brojeći one u bočnim kapelama, koji su vremenom menjali svoj izgled i titulare. Oni bočni u starijim su fazama imali retable sagrađene od drveta, a od 17. veka građeni su od mramora.
Glavni oltar
Glavni oltar koji je u obliku baldahina, delo je majstora Mavra iz 14. veka. Na baldahinu su skulpture Gospe i Anđela (Blagovesti). Sa strana oltara, uz zid, nalaze se skulpture Svetog Ivana Trogirskog i Svetog Lovre u baroknom stilu iz 18. veka.
Na zidu sa leve strane oltara je bunar sa kruništem (1661).
Osmorougaona propovedaonica sa romaničkim kapitelima delo je lokalne umetničke škole iz 13. veka. Horska drvena sedišta su delo Ivana Budislavića (15. vek.)
Oltar Svetog Augustina
Oltar je smešten u bočnom, desnom (južnom)  brodu (prvi od ulaza). Iako je ovaj mermerni oltar posvećen svetom Augustinu Casottiju, na njemu se poštuje i Sveti  Ivan Evanđelist nakon što je u 17. veku porušen oltar Svete Helene i  Svetog Ivana Evanđelista (o čemu postoji zapis uz desnu stranu oltara).
Oltar je 1802. godine izradio graditelj oltara Nikolo Degan zajedno sa svojim sinom Ivanom (Nicolò i Zuane Degani).  Na oltaru je slika na platnu, delo Teodora Matteinija (1754.-1831). Na slici su prikazani sveti Augustin Casotti, sveti Jakov i sveti Ivan Evanđelist. Prema sačuvanim dokumentima iz Italije i Hrvatske može se zaključiti da su presudnu ulogu u naručivanju slike imala braća Ivan Dominik (1761.-1848.) i Ivan Luka Garagnin (1764.-1841.), trogirski plemići i ugledni predstavnici dalmatinskoga društva s početka 19. veka.
Oltar Jubileja
Oltar je smešten je u bočnom (južnom) brodu. Ovaj mramorni oltar, 1802. godine izradio je mletački majstor Nicolò Degan. Prema natpisu na zidu crkve, oltar je bio posvećen Svetom Duhu, Grguru Velikom i svetom Krševanu (Grisogonu).
Oltar Gospe od Milosrđa
Oltar je posvećen Bogorodici Zaštitnici, koji se nalazi na mestu gde je do 17. veka bio stari oltar posvećen Svetom Kozmi i Damjanu, svetim vračevima, lekarima čiji je kult od davnine prihvaćen u Trogiru.
Na ovom  mramornom oltaru je slika, ulje na platnu, koja prikazuje Bogorodicu Zaštitnicu (Majku Milosrđa), uz čije su skuti goli dečačići, dok su anđeli iznad Bogorodičine glave i nose krunu, a pri vrhu je natpis: CHARITAS.
Oltar posvećen Svetom Križu
Oltar je smešten na dnu severnog broda, tako da prekriva bočnu apsidu. Podignut je 1696. godine sredstvima koja je ostavio biskup rodom iz Splita Ivan Kuparić.

## Kapele i sakristije u sklopu katedrale
U sklopu katedrale su i sakristija i kapela Svetog Ivana Trogirskog, i kapela Svetog Jere

### Kapela Svetog Ivana Trogiranina
Sakristija i kapela Svetog Ivana Trogiranina je jedan je od najljepših renesansnih spomenika u Evropi. Nalazi se uz severni zid katedrale na mestu gde se do tada nalazila jedna kuća. Kao i na primeru krstionice, prostorna koncepcija kapele je rađena prema prostornoj koncepciji Jupiterova hrama u Dioklecijanovoj palati.
U dvadeset šest udubljenja svoda uklesane su glave serafina što je prema Andriji Mutnjakoviću „jedinstvena kompozicija nepoznata do tada u renesansnoj umjetnosti“. Zidovi kapele podeljeni su u četiri zine: podnožje u obliku klupe, friz s puttima bakljonošama, središnju zonu s nišama za skulpture i atiku s kružnim prozorskim otvorima.
U središtu crkve visi velika drvena svetiljka u obliku dvostrukog gotičkog križa iz 1561. g. Srebrne lampade u crkvi zavjetni su darovi grada Zadra (1723), Vrlike (1742), pomoraca iz Levanta (1688) i drugih. Orgulje je izradio Milan Majdak iz Vrapča kod Zagreba 1940. god. i jedne su od najboljih u državi.
Na stubu pоred propovedaonicom je slika blaženog Augustina Kažotića Trogiranina (delo Palme Mlađega, iz 1599. godine). Tu su još slike majstora Dominika Sagomana (1738), Augustina Ridolfija (18. vek) a iznad kora djla mletačkog slikara iz Ticianove škole Aleksandra Varotarija – Padovanina (1509—1650).

### Sakristije
U katedrali ima više grobnica važnih trogirskih porodica (Lučića, Andreisa, Kazotića, Bugoforte i drugih), kao i ona kneza Mladena III. Šubića Bribirskog, humanista Frane Frankvila Andronika. Ne zna se kako su nestala grobnica Belina nećaka princa Vilma.
U sakristiji katedrale nalazi se veći deo riznice sa raznim istorijsko-umetničim predmetima, odećom i ostalim dragocenostima. Na ulazu s desne strane sakristije nalazi se ormar od orahovine, iz 15. veka. Korniž i vijenci, obavijeni lozom i lišćem, ukrašeni su florom i faunom i igrom dece i anđela. Ovo delo pripisuje se majstoru Grguru Vidovu (1458). U ormaru su smešteni srebrni oltartni ukrasi i posuđe.
Na polukružnom delu zida nalaze se grbovi trogirskih biskupa. Hronološka serija počinje sa jedanaestim vekom a završava sa 1828. godinom Tada je bila ukinuta trogirska biskupija. Četiri grba s crvenim ukrasnim rubovima pripadaju kardinalima.
U izložbenom staklenom ormaru  zanimljivi predmeti su: Triptihon od bjelokosti (15. st.), srebrni vrč dar  ugarsko-hrvatske kraljice Jelisavete, žene Ludvika Velikog Anžuvinca (1342 – 1382). Ona je  darovala i dve pozlaćene ruke prekrivene filigranskom arabeskom i dragim kamenjem za moći Svetog Ivana Trogiranina. Tu se još nalazi kukuljica plašta Bele IV. sa slikom Svetog Maritina, izvezena dragim kamenjem, kao i mitra romaničkog oblika (14. vek.).

### Kapela Svetog Jere
Kapelu Svetog Jere (sada Kapelu sakramenta) iz 15. veka izgradio je Mikica Sobota, a kao arhitekti spominju se i Gruato i Račić. Na oltaru je dvostruki mramorni tabernakul u baroknom stilu (venecijanski majstor, 1737). Ispred ulaza je uzidan renesansni reljef Bogorodice sa Svetim Jerom i Svetim Ladislavom. Oltar Svetog Kruža krasi raspelo iz 16. veka, a na oltaru Jubileja nalazi se slika krštenja Isusova (16. vek).

## Napomene
1. ↑  Teodora Matteinija (1754.-1831) jed od 1807. godine bio profesor na Accademia di Belle Arti u Veneciji.

## Literatura
- Babić I. Geometrijska poetika Radovana. Mogućnosti, god. XXXIV, br. 6-8, Split, 1986.
- Babić I. Figurativni principi majstoraRadovana. U Zborniku: Studenica i bizantijskaumetnost oko 1200. godine. Beograd, 1988.
- Babić I. O trogirskim biljezima ukamenu. Radovi Instituta za povijestumjetnosti, 12-13, Zagreb, 1988. – 1989.
- Babić I. Unutarnja strana lunete glavnog portalatrogirske katedrale – djelo majstora Radovana, Starohrvatska prosvjeta, Ser. 3, br. 21, Split, 1991.
- Babić I. Čovjek, zmija i majmun naportalu trogirske katedrale, Archeologia Adriatica II, Zadar, 2008.
- Belamarić J. Šutnja protomajstora bazilike SanMarco u Veneciji – razriješena, Radovi instituta za povijest umjetnosti 12/13, Zagreb, 1988. – 1989.
- Belamarić J. Radovanov portal u Trogiru. Klesarstvo i graditeljstvo, god. 1, br. 2, Pučišća, 1900.
- Belamarić J. Ciklus mjeseci Radovanovaportala na katedrali u Trogiru, Prilozi povijesti umjetnosti u Dalmaciji, 30, Split, 1990.
- Belamarić J. Portal majstora Radovana – novaikonograﬁja i stil u okviru razvoja skulptureu Splitu i Trogiru 13. stoljeća, Zbornik radovameđunarodnog znanstvenog skupa “MajstorRadovan i njegovo doba“, Trogir, 1994.
- Bošković Đ. Dve reči o portalu stolne crkveu Trogiru, Jugoslovenski istorijski časopis 3, Beograd – Ljubljana – Zagreb, 1937.
- Delle I. Trogir, Split, 1936.
- Dudan A. La Dalmazia nell’ arteitaliana. Vo. I, II. Milano, 1922.
- Fiskovi C. Opis trogirske katedraleiz XVIII stoljeća. Split, 1940.
- Fiskovi C. Bilješke o Radovanu injegovim učenicima, Prilozi povijestiumjetnosti u Dalmaciji 8, Split, 1954
- Fiskovi C. O ikonograﬁji Radovanova portala,Prilozi povijesti umjetnosti u Dalmaciji 7, Split, 1953.
- Fiskovi C. Radovan (Monograﬁja), Zagreb, 1951.
- Fiskovi C.Radovan (Monograﬁja), Zagreb, 1965.

## Spoljašnje veze
- Gradska jezgra Trogira (jezik: hrvatski)